# Guilty (álbum de Ayumi Hamasaki)
Guilty é o nono álbum original da cantora Japonesa Ayumi Hamasaki. O álbum foi lançado em 1 de Janeiro de 2008, e por causa do álbum já estar nas lojas em Dezembro de 2007, devido as regras da Oricon, a primeira e a segunda semana são combinadas, porém, isso não foi o suficiente para Ayumi estrear no Nº 1. 

## Informação
Guilty vendeu mais de 202,000 cópias na primeira semana, e vendeu uma quantidade parecida na segunda semana. O álbum 5296 do grupo Kobukuro, conseguiu vender 22,488 cópias a mais que Guilty, conseguindo o Nº 1. Esse foi o primeiro álbum de Ayumi a não estrear no Nº 1. Apesar disso, o álbum estreou no Nº 1 em outros países da Ásia, como a China e Hong Kong.
O álbum foi lançado em duas versões, uma com CD e DVD, e outra somente com o CD. A prensagem inicial, vinha com um Álbum de fotos limitado. O DVD, vinha com todos os clipes dos singles lançados para o álbum, desde "Glitter / Fated" até "Together When…, vinha com alguns clipes novos, que foram usados para promover o álbum na semana de lançamento, como "(don’t) Leave Me Alone" e "Marionette" e seus respectivos Making-ofs. 
No dia 17 de Março, o site oficial de Ayumi, anunciou que o álbum iria ser lançado em 26 países, fazendo Ayumi a primeira artista Japonesa a fazer isso. O álbum foi lançado digitalmente na América do Norte, Oceania, Europa e também em Países Asiáticos onde a versão Física já havia sido lançado. Esse e oficialmente o primeiro lançamento de Ayu fora da Ásia.

## Promoção
Para promover o álbum, no mês de Dezembro de 2007, Ayumi cantou dez vezes em programas de TV, como Music Station e CountDown TV (CDTV), com a Canção principal do álbum, "Together When…, Ayumi também apareceu em revistas como Bea's up e ViVi. Quase no fim de Dezembro, foram colocados vários Outdoors com fotos promocionais do álbum, assim como foram passados Comerciais nos telões de Shibuya em Tóquio. 
Em 5 de abril começou a Asia Tour 2008: 10th Anniversary para promover o álbum, e também marcou o início das atividades de Aniversário de Carreira (10 anos) de Ayumi. A Turnê foi a primeira (Para Ayumi) a ter Shows fora do Japão.

## Faixas

### CD
1. "Mirror" — 1:58
2. "(don't) Leave Me Alone" — 4:18
3. "Talkin' 2 Myself" — 4:56
4. "Decision" — 4:22
5. "Guilty" — 4:35
6. "Fated" — 5:36
7. "Together When…" — 5:14
8. "Marionette: Prelude" — 1:15
9. "Marionette" — 4:37
10. "The Judgement Day" — 1:41
11. "Glitter" — 4:55
12. "My All" — 5:27
13. "Rebirth" — 1:40
14. "Untitled: For Her" — 5:35

### DVD
1. Curta-metragem 「Kyo Ai ～Distance Love～ (距愛 ～Distance Love～ )」 (Glitter/Fated; Videoclipe)
2. "Talkin' 2 myself" (Videoclipe)
3. "Decision" (Videoclipe)
4. "Together When…" (Videoclipe)
5. "(don't) Leave Me Alone" (Videoclipe)
6. "Marionette" (Videoclipe)
7. "Glitter" (Making-of)
8. "Fated" (Making-of)
9. "Talkin' 2 Myself" (Making-of)
10. "Decision" (Making-of)
11. "Together When…" (Making-of)
12. "(don't) Leave Me Alone" (Making-of)
13. "Marionette" (Making-of)